# Birinci Şahsevən
Birinci Şahsevən è un comune dell'Azerbaigian situato nel distretto di Beyləqan. Conta una popolazione di 7 345 abitanti.